# Marion Dewar

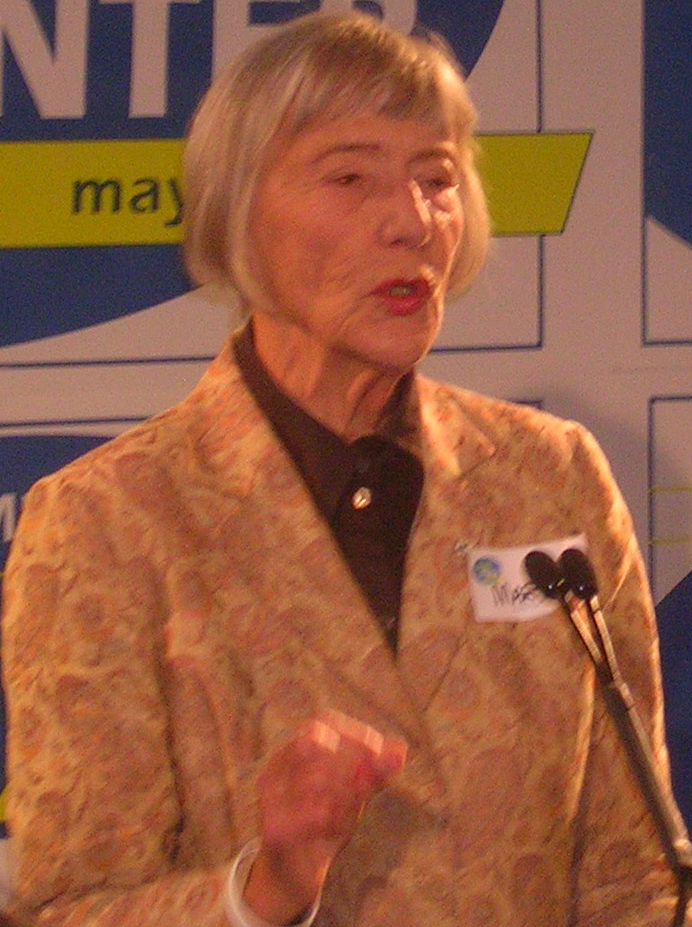
Marion Dewar (2006)

Marion Dewar (* 17. Februar 1928 in Montreal, Québec; † 22. September 2008 in Toronto, Ontario) war eine kanadische Politikerin. Sie war von 1978 bis 1985 Bürgermeisterin von Ottawa. Von 1987 bis 1988 war sie Mitglied des Unterhauses für den Wahlkreis Hamilton-Mountain.

## Frühes Leben
Dewar wurde 1928 in Montréal geboren. Sie wuchs in der Stadt Buckingham, Quebec, etwas außerhalb von Ottawa auf. Sie absolvierte 1949 die Saint Joseph’s School of Nursing in Kingston, Ontario, und war bis 1952 Krankenschwester in der Region Ottawa. Später studierte sie Pflegewissenschaften und Public Health an der Universität Ottawa. Sie hatte fünf Kinder, darunter Paul Dewar.

## Stadtpolitik
Dewar wurde 1972 in den Stadtrat von Ottawa gewählt. 1974 wurde sie zur stellvertretenden Bürgermeisterin gewählt. 1977 kandidierte sie erfolglos für den Wahlkreis Ottawa-West bei der Provinzwahl in Ontario als Mitglied der Ontario New Democratic Party. Sie wurde 1978 zur Bürgermeisterin von Ottawa gewählt und besiegte Patricia Nicol, ein Mitglied des Stadtrats. 
Zwischen 1978 und 1985 war sie Bürgermeisterin von Ottawa. 1979 leitete sie Ottawas Bemühungen, 4.000 vietnamesische, kambodschanische und laotische Flüchtlinge in der Stadt anzusiedeln. 1982 wurde sie wiedergewählt. 
Dewar war eine Friedensaktivistin und Aktivistin für nukleare Abrüstung. Sie stellte nach der Invasion Grenadas vor der US-Botschaft in Ottawa Streikposten auf.

### Föderale Politik
Von 1985 bis 1987 war Dewar als Nachfolgerin von Tony Penikett Präsidentin der föderalen Neuen Demokratische Partei. Sie wurde 1987 in einer Nachwahl für den Wahlkreis von Hamilton-Mountain in das Unterhaus von Kanada gewählt. Bei der Unterhauswahl 1988 unterlag sie mit nur 73 Stimmen. 
Obwohl sie nicht mehr Abgeordnete des Unterhauses war, war sie eine der einflussreichsten Politikerinnen der Neuen Demokratischen Partei. Sie war eine der prominentesten Unterstützerinnen von Audrey McLaughlins Führung der Partei. Bei der Unterhauswahl 1993 kandidierte Dewar erfolglos für den Wahlkreis Ottawa-Center. Die persönliche Popularität von Dewar konnte jedoch die schlechte Leistung der Partei in diesem Jahr nicht ausgleichen. 

### Spätere Karriere
Sie war auch Vorsitzende des Ottawa-Carleton Police Services Board, das den Zusammenschluss der Polizeikräfte von Ottawa, Nepean und Gloucester zu einer einheitlichen Organisation beaufsichtigte. Im Dezember 1995 wurden sie und drei weitere Vorstandsmitglieder jedoch von der neuen Provinzregierung von Mike Harris entlassen, deren konservative Ansichten Dewar widersprach. Ein Gericht entschied später, dass die Entlassung durch Harris nicht rechtmäßig war.
1995 wurde sie Vorsitzende von Oxfam Canada.
2002 wurde Dewar zum Member des Order of Canada ernannt.
Später unterstützte sie die politische Karriere ihres Sohnes Paul Dewar. Er wurde bei der Wahl 2006 in das Unterhaus gewählt und gewann den Wahlkreis des Ottawa-Center für die Neue Demokratische Partei. 
Sie unterstützte auch Alex Munter, als er 2006 für den Bürgermeister von Ottawa kandidierte. 
Am 12. September 2008 erlitt sie einen schweren Sturz. Sie war in Toronto, um am Toronto International Film Festival 2008 teilzunehmen. Sie starb am 15. September 2008.